# Hynek Bulín mladší

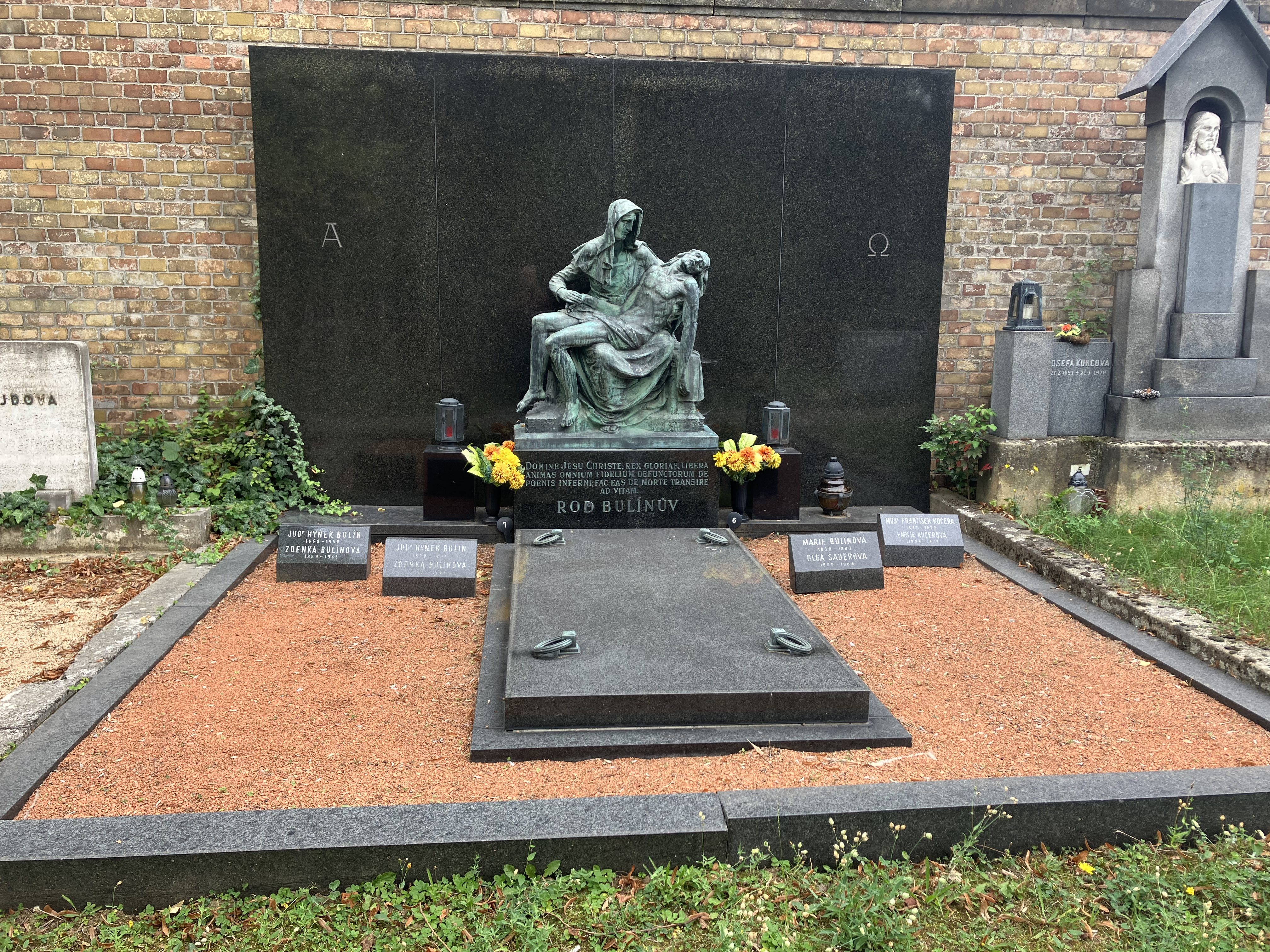
Hrob Hynka Bulína ml.

Hynek Bulín (23. listopadu 1908 Brno – 22. prosince 1996 Brno) byl český právník, historik, filozof a slavista. Působil jako profesor civilního řízení soudního na Právnické fakultě Masarykovy univerzity a jako vědecký pracovník v Československé akademii věd. Publikoval vědecké práce z několika vědních oblastí – právní filozofie, teorie práva, právní dogmatiky, historiografie (dějiny nejstarších slovanských států) a filologie (česká právní terminologie). V právu byl stoupencem Weyrovy nauky.

## Život
Byl synem brněnského advokáta Hynka Bulína staršího, jeho matka Zdeňka byla sestrou malíře a sochaře Emila Filly. Vystudoval brněnské reálné gymnázium a k dalšímu studiu se zapsal na Právnické fakultě MU, kde v roce 1931 získal doktorát práv. Po několikaměsíční praxi advokátního koncipienta v kanceláři svého otce nastoupil jako auskultant u brněnského krajského soudu, přičemž v průběhu své přípravné služby absolvoval studijní stáže na univerzitách v Lipsku a v Paříži. V roce 1936 se habilitoval z oboru civilního řízení soudního a vyučoval pak na brněnské právnické fakultě až do jejího uzavření nacisty v roce 1939. Poté byl samostatným advokátem, ale po roce 1943 až do konce války byl totálně nasazen v továrně na výrobu leteckých motorů v Brně-Líšni.
Po válce se vrátil už jako mimořádný profesor civilního řízení soudního (napsal např. obsáhlou práci o dovolání a přednášel také římské právo) na fakultu, kde zůstal až do jejího zrušení roku 1950 a pak od jejího znovuotevření v roce 1969 do roku 1975, kdy už ale mohl být jen externím učitelem a konzultantem diplomových prací z občanského práva a právních dějin. V mezidobí působil v brněnských pobočkách Slovanského ústavu a Ústavu dějin evropských socialistických zemí ČSAV a publikoval práce z historie slovanských zemí a právních dějin. Roku 1966 získal vědeckou hodnost kandidáta historických věd a po roce 1971 odešel do penze. Poté ještě působil jako podnikový právník např. Brněnských veletrhů a výstav. Roku 1993 získal od Jednoty českých právníků medaili Antonína Randy a od Akademie věd medaili J. E. Purkyně, téhož roku mu Masarykova univerzita udělila vědeckou hodnost čestného doktora právní vědy a o rok později Masarykovu medaili.
Je pohřben na Ústředním hřbitově v Brně, sk. 61/hr. 6-8.